# 日本女声合唱団
日本女声合唱団（にほんじょせいがっしょうだん）はかつて存在した日本のプロ女声合唱団。前身は1954年に三宅洋一郎が設立した「フェリス女声合唱団」であり、フェリス女学院短期大学の卒業生たちによって構成されていた。日本初のプロ女声合唱団である。第1回の演奏会は1956年に開催された。
指揮者としては三宅のほか、北村協一、宇野功芳らが活動し、ピアニストには三浦洋一がいた。放送への出演、レコーディングも多く、中田喜直や高田三郎など日本の女声合唱作品の多くを初演。
三宅が1994年に死去した後に解散した。

## 主なCD
- 宇野功芳幻のコンサート（1985年、アートユニオン）
- 幻のコンサート ふたたび（1989年、アートユニオン）
- 心の四季～功芳の女声合唱　ASIN B00005FR3Z （1994年、ポニーキャニオン）
- 岸信介の世界～萩原英彦作品集（1995年、キングレコード）

## 主な初演作品
フェリス女声合唱団時代のものを含む。
- 入野義朗 - 三つの女声合唱